# ホクト

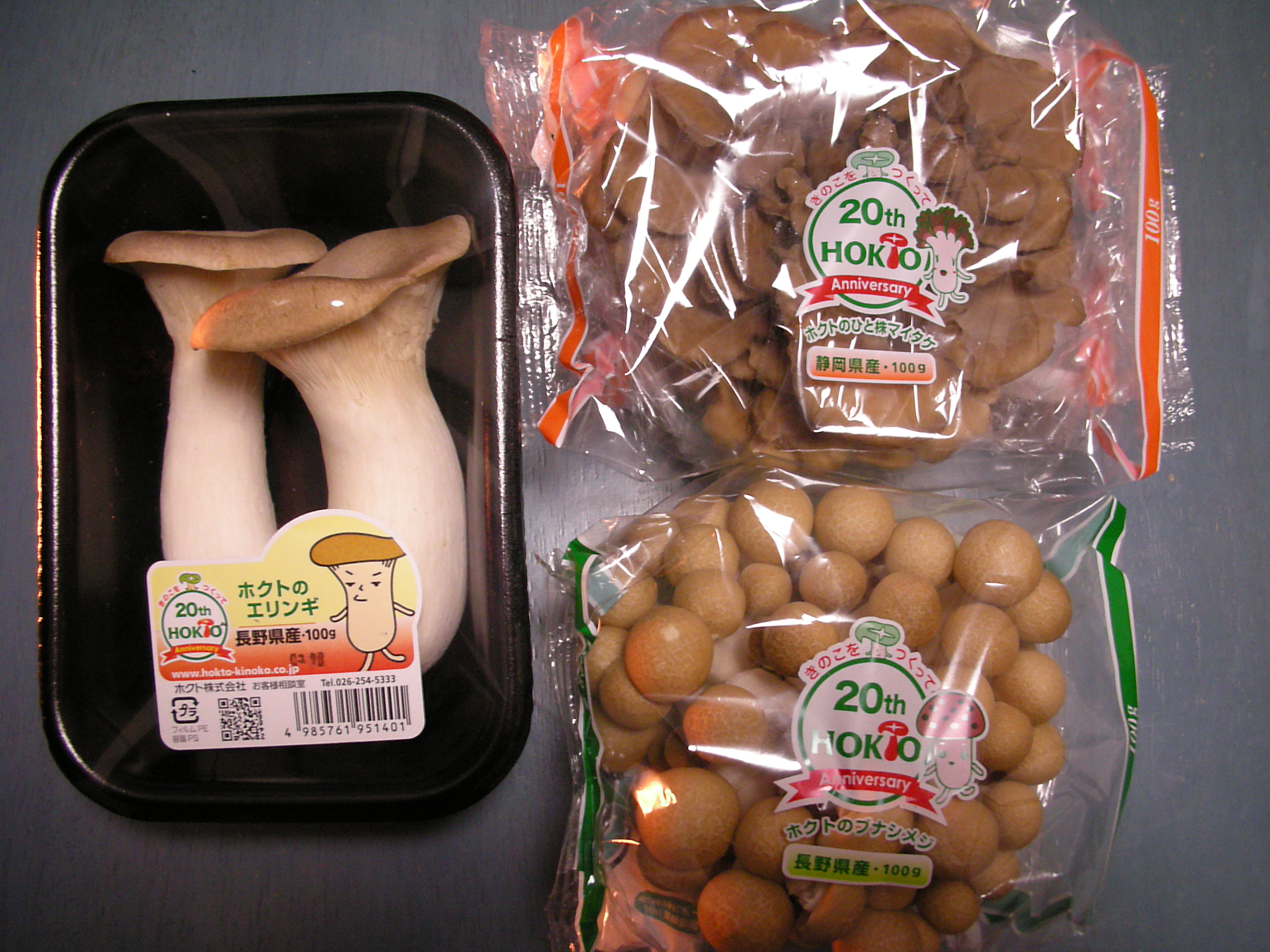
ホクトの商品例

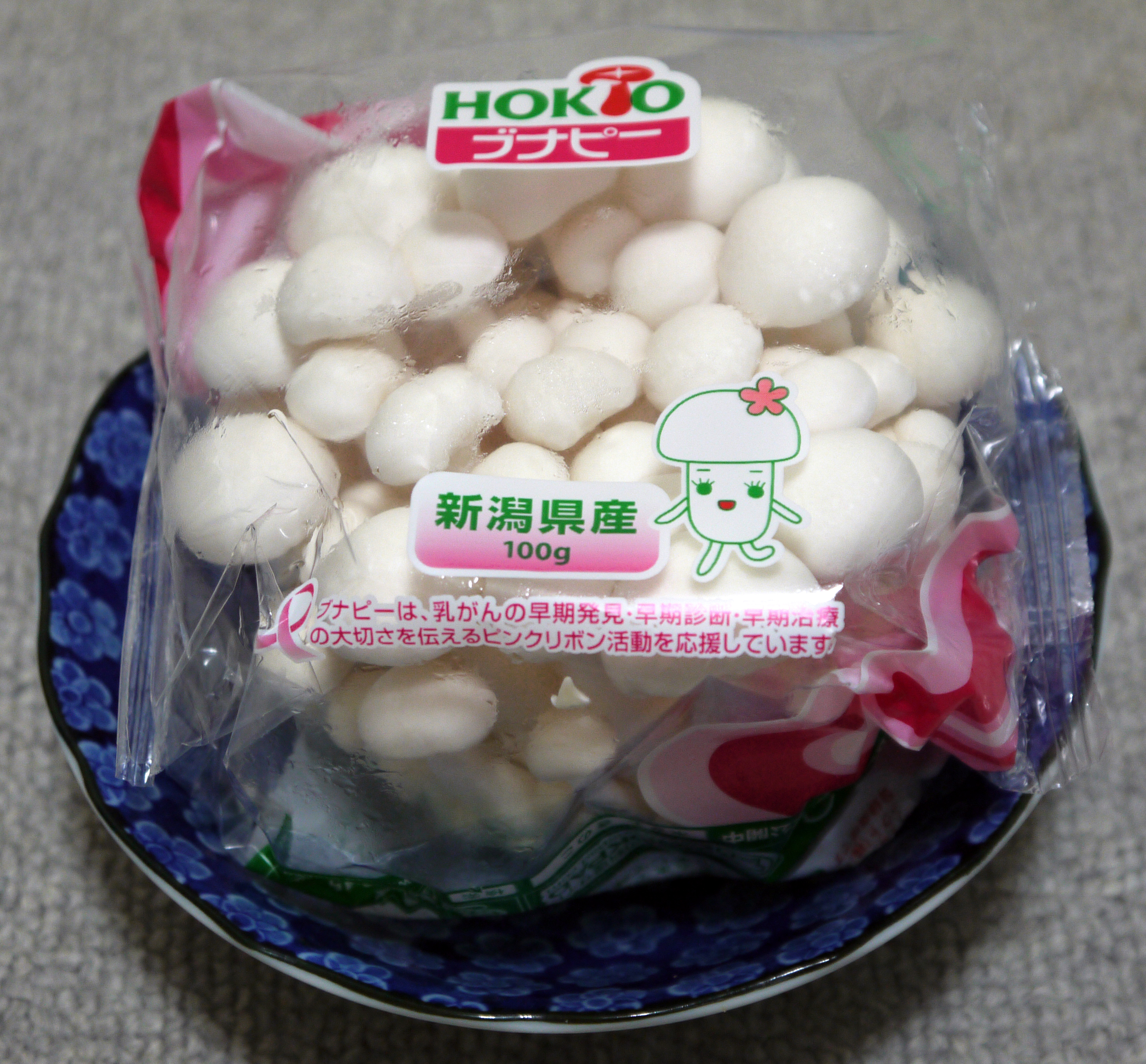
ブナピー

ホクト株式会社（英: HOKUTO CORPORATION）は、食品包装資材の製造・販売、および食用きのこを製造する企業。東京証券取引所プライム市場上場（証券コード1379）。英字表記の綴りはHOKUTOとHOKTOが混在している。

## 概要
創業者の水野正幸による設立当初は食品包装資材の販売を行っていたが、1968年（昭和43年）にはガラスに代わるポリプロピレン製のきのこ栽培容器を製造・販売したことにより、地震などでも割れないメリットが評価され、それ以降はきのこ栽培用資材のトップメーカーとなった。1983年（昭和58年）に「きのこ総合研究所」を設立した後には、きのこの新品種の開発から製造、販売までの事業を開始し、きのこ栽培の総合企業として知られる。
2002年（平成14年）より、商品のきのこをキャラクター化してイメージソング「きのこの唄」をテレビCMで放映することによって知名度が急上昇し、それに伴ってきのこ販売の売り上げを大きく上げている。
社名は北斗七星から来ており、その第7星「搖光」が古来時刻の基準とされたように、業界の指針を担うという自負を込めている。

## 沿革
- 1964年（昭和39年）7月22日 - 長野県長野市にて、包装資材の販売を手がけるデラップス商事株式会社を設立。
- 1968年（昭和43年） - きのこ栽培用ポリプロピレンびんの製造を開始。
- 1972年（昭和47年） - ホクト産業株式会社に商号変更。
- 1983年（昭和58年） - 長野市に、きのこ総合研究所を設立。
- 1986年（昭和61年） - エノキタケ新品種ホクトM-50を開発。
- 1990年（平成2年） - ブナシメジ新品種ホクト5号菌を開発。
- 1994年（平成6年）11月 - 株式を店頭公開。
- 1999年（平成11年）
  - エリンギ新品種ホクトPLE-2号を開発。
  - 11月 - 東京証券取引所1部上場。
- 2002年（平成14年）
  - 4月 - ブナピーの栽培を開始。
  - 7月10日 - ブナピーの販売を開始。
- 2003年（平成15年）10月 - ホクト株式会社に商号変更。
- 2013年（平成25年）8月9日 - 株式会社アーデン（小諸市）を子会社化。
- 2014年（平成26年）7月25日 - 自社で栽培したエリンギが食用キノコとして世界最長記録を達成したと発表[5]。
- 2019年（令和元年） - 令和元年東日本台風（台風19号）により千曲川が決壊し、主要商品のエリンギ生産工場の設備や研究施設等が浸水する被害を受けた[6][7]。

## 事業所
- 本社 - 長野県長野市南堀138-1
- 苫小牧きのこセンター - 北海道苫小牧市あけぼの町5-1-35
- 宮城きのこセンター - 宮城県大崎市古川上中目字南17
- 柳原きのこセンター - 長野県長野市大字柳原1584-1
- 更埴きのこセンター - 長野県千曲市大字土口586-1
- 赤沼きのこセンター - 長野県長野市赤沼1374-1
- 青木島きのこセンター - 長野県長野市青木島町大塚300-1
- 大町きのこセンター - 長野県大町市大字大町3500-2
- 上田きのこセンター - 長野県上田市塩川5363-1
- 佐久きのこセンター - 長野県佐久市大字志賀字寄山5006-5
- 小諸きのこセンター - 長野県小諸市大字和田字砂原483-12
- 新潟きのこセンター - 新潟県新発田市藤塚浜3310-13
- 富山きのこセンター - 富山県富山市八尾町保内3-11
- 静岡きのこセンター - 静岡県菊川市嶺田3194-1
- 三重きのこセンター - 三重県多気郡多気町西山字釜ノ口282-19
- 香川きのこセンター - 香川県東かがわ市大内200-8
- 広島きのこセンター - 広島県三原市大和町下徳良679-27
- 八女きのこセンター - 福岡県八女市今福360-1
- 八女東きのこセンター - 福岡県八女市山内1384-1
- 広川きのこセンター - 福岡県八女郡広川町大字日吉523-4
- 黒木きのこセンター - 福岡県八女市黒木町本分2577-1
- 城島きのこセンター - 福岡県久留米市城島町浮島966-2

## 商品
- エリンギ
- マイタケ
- ブナシメジ
- ブナピー
- 霜降りひらたけ
- 一番採り生どんこ

## テレビ番組
- 日経スペシャル ガイアの夜明け 風雲！きのこ三国志 ～夢のキノコで覇権を握れ～（2005年5月24日、テレビ東京）[8] -「雪国まいたけ」と「ホクト」の戦いを取材。

## CM
同社は、「きのこの唄」ときのこのキャラクター「きのこ組」が登場し、コマーシャル内で彼らが歌にあわせて遊んでいる姿がかわいい、と一躍、有名になった。CMソング「きのこの唄」（歌手は当初「石川和男、いしいゆうこ」となっていたが、CDの一般発売の際に「きのこオールスターズ」名義に変更された）として当初はプレゼントキャンペーン用のみでCD化、2003年（平成15年）には一般発売された。ショッピングセンターのきのこ売り場で音楽を流したり、小型テレビでCMを常に流しているため、幅広い世代に認知された。携帯電話の着メロとしても人気がある。
2013年10月25日、俳優の要潤と女優の鈴木砂羽出演のCMの放送が開始された。性的連想をさせるもので「子供に見せられない」などの意見があり、同月末に差し替えられる形で1週間足らずでCM打ち切りになった。
2015年より放送しているTOKYO FM制作『yes!〜明日への便り〜』は、「ホクトプレミアム 霜降りひらたけ」名義での一社提供。TOKYO FM、FM大阪の他、ホクトの本社のある長野県を放送対象地域とするFM長野、コミュニティFM局のFM軽井沢でもネットしている。

## 記念日
7月10日はブナピーの日。2002年（平成14年）7月10日にホワイトぶなしめじのブナピーがホクト株式会社より発売されたことから同社が制定した。
5月24日は菌活の日。2013年（平成25年）5月24日に初めてホクト株式会社がCMで菌活という言葉を使用したため、制定した。